# Manuel d’Amat i de Junyent
Manuel d’Amat i de Junyent (katalánsky), Manuel de Amat y Junyent (španělsky), (1704, Vacarisses – 14. února 1782, Barcelona) byl katalánský šlechtic, člen řádu Maltézských rytířů, španělský guvernér v Chile a místokrál v Peru.

## Životopis
Manuel d´Amat se narodil pravděpodobně v roce 1704 (někdy se uvádí jako možný rok narození 1707)ve Vacarisses v okrese Valés Occidental v Katalánsku. Manuelovo rodiště leží zhruba 30 km severozápadně od Barcelony a jen asi 6 km východně od montserratského kláštera.

Manuelovým otcem byl Josep (José) d'Amat de Planella i Despalau, první markýz z Castelbellu, jemuž tento titul udělil v roce 1702 španělský král Filip V. Matkou byla Marianna de Junyent i de Vergós, dcera prvního markýze z Castellmeià. Manuel měl o dva roky staršího bratra Josepa, který zdědil titul markýze z Castelbellu.

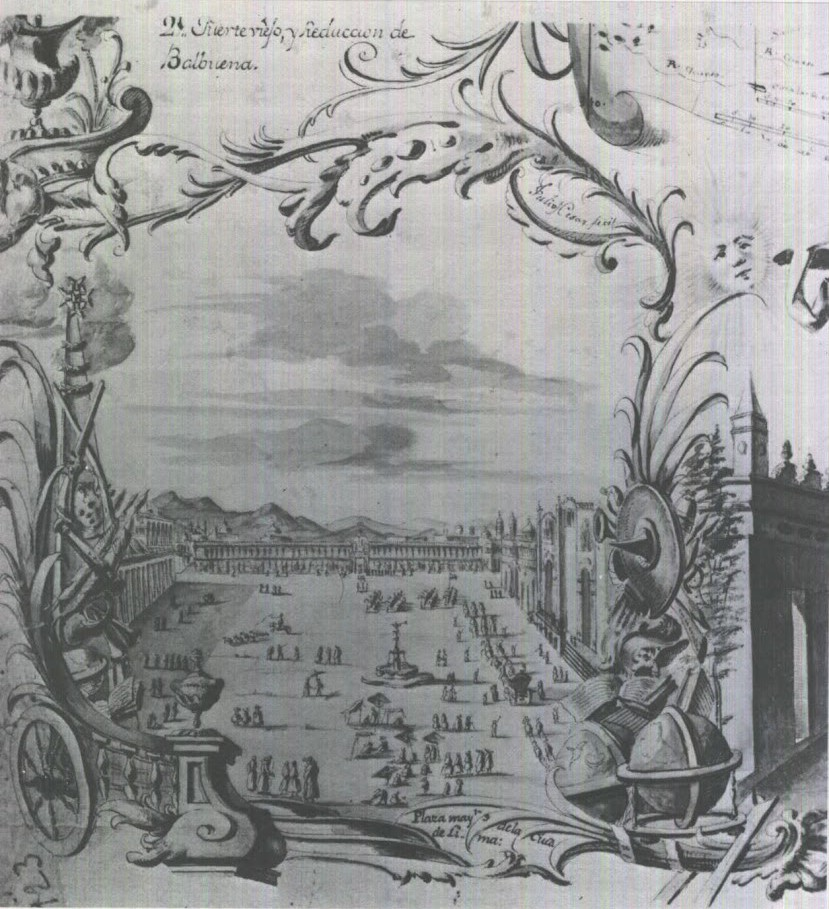
Hlavní náměstí v Limě v první polovině 70. let 18. století

Již v raném mládí se Manuel d´Amat účastnil bojů Španělů proti Francouzům v Aragonii. Po studiích ve Valencii a v Barceloně vstoupil v roce 1721 do řádu Maltézských rytířů neboli do Řádu rytířů špitálu svatého Jana v Jeruzalémě, latinsky Ordo Fratrum Hospitalis Sancti Ioannis Hierosolymitani. Žil sedm let na Maltě, v letech 1724 –1727 se účastnil vojenských tažení v Africe. V roce 1734 byl účastníkem bitvy u Bitonta v Apulii,v níž Karel Burbonský (pozdější španělský král Karel III.) se svými vojsky porazil Rakušany a zajistil tak nadvládu Španělska nad Neapolským královstvím.
V roce 1755 král Ferdinand VI. jmenoval Manuela d´Amata chilským guvernérem a prezidentem nejvyššího soudu královské koruny v Santiagu de Chile (Audiencia y Cancillería Real de Santiago de Chile). Jako guvernér se mimo jiné zaměřil na doplňování geografických dat z jihoamerického španělského území a ostrovů v Pacifiku. Tyto poznatky byly pak shrnuty v práci Historia geográphica e hidrográphica z roku 1760. Cestoval po celé zemi a zasloužil se také a vybudování několika nových osad a o výstavbu veřejně prospěšných objektů v chilské metropoli. V roce 1759 byla Manuelu d´Amatovi udělena hodnost generálporučíka.

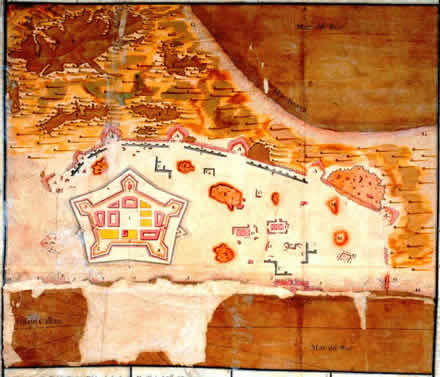
Plán pevnosti v přístavu Callao

V roce 1761 jej král Karel III. jmenoval místokrálem Peru (španělsky Virrey) a prezidentem Nejvyššího soudu v Limě. V tomto vysokém postavení působil až do roku 1776. Mimo jiné v rámci Místokrálovství Peru vytvořil respektovaný armádní sbor, jehož patronkou se stala Panna Marie z Montserratu. Nechal také v Limě, postižené zemětřesením z roku 1746, opravit či nově vybudovat řadu staveb včetně městského opevnění. Za doby jeho vlády se v místní architektuře začal prosazovat styl rokoka. Vystavěl Paseo de Aguas se zahradami a fontánami, kostel kláštera Las Nazarenas, jeden z nejlepších příkladů peruánského rokoka, či kostel zasvěcený Panně Montserratské, zrekonstruoval třídu Alameda de los Descalzos v limské čtvrti Rímac a Plaza de Acho. Dokončil také pevnost Krále Filipa (Fortaleza del Real Felipe) v přístavu Callao na obranu proti korzárům a pirátům. Zreformoval administrativu, bojoval se zločinem a podporoval hospodářství a školství, zapojil své vojsko do španělsko portugalského konfliktu na území Mato Grossa.
Zároveň podporoval průzkumné výpravy na tichomořské ostrovy, například v roce 1770 na Velikonoční ostrov a v roce 1772 na Společenské ostrovy, mj. na Tahiti, přičemž po této výpravě se pro Tahiti začal na čas používat název „Amat“. V letech 1772 až 1778 si také nechal na barcelonské Ramble vybudovat své reprezentativní sídlo, nazvané Palau de la Virreina (Místokrálovský palác). V roce 1773 udělil král Karel III. Manuelu d´Amatovi Řád svatého Januaria.
Do Španělska se Manuel d´Amat vrátil v roce 1777 a usadil se v Barceloně. V roce 1779 se oženil s Marií Francescou Fiveller de Clasquerí i de Bru. Bývalý španělský místokrál Manuel d’Amat i de Junyent zemřel v Barceloně 14. února 1782.
Jeho nemanželský syn Manuel d´Amat y Villegas zůstal v Peru a později spolu s generálem San Martínem se stal jedním ze signatářů peruánské deklarace nezávislosti z 28. července 1821.

## Manuel d’Amat v literatuře, divadle a filmu

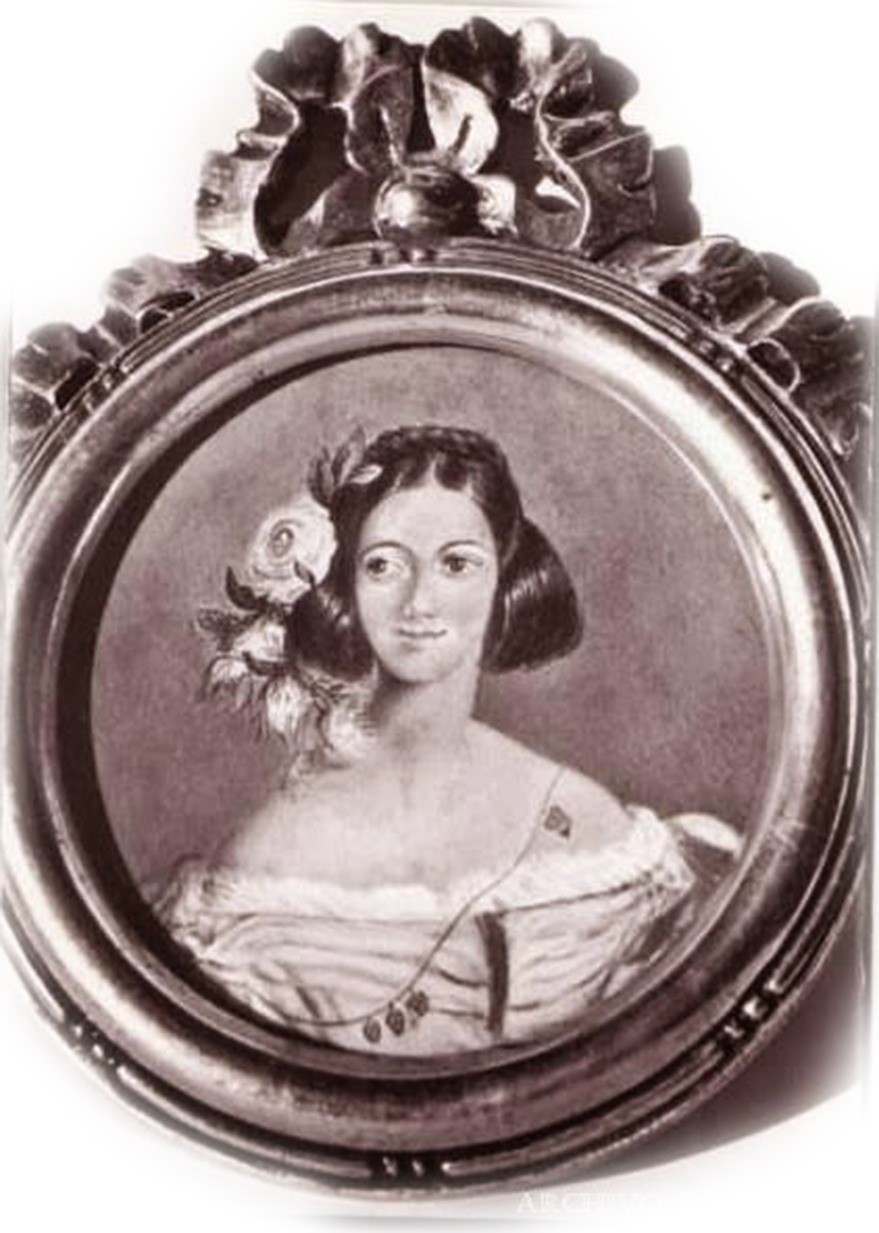
Medailon s údajným portrétem Micaely Villegas

Postava Manuela d’Amata i de Junyenta byla zachycena v řadě literárních děl, v divadelních hrách a filmech. Paradoxně ale ne pro jeho zásluhy a roli v historii Španělska a jihoamerických zemí, ale kvůli jeho vztahu s mladičkou limskou divadelní herečkou Marií Micaelou Villegas, známou pod přezdívkou La Perricholi, která se v 18. století stala jednou z nejpopulárnějších osobností v hlavním městě Peru.
Micaela Villegas se dala na hereckou dráhu v roce 1763, tj. ve svých 15 letech. Záhy se seznámila s téměř šedesátiletým španělským místokrálem a byla jeho partnerkou až do jeho odjezdu z Jižní Ameriky v roce 1776. V roce 1769 se jim narodil syn Manuel d’Amat y Villegas. Vztah mladé herečky a místokrále budil ve vyšších kruzích limské společnosti pohoršení, což ještě umocňovala temperamentní a vrtošivá povaha Micaely Villegas.

### Kočár nejsvětější svátosti
Jako první použil v roce 1830 jeden z těchto skandálních příběhů jako námět pro komickou jednoaktovku, nazvanou Le Carrosse du Saint-Sacrement (Kočár nejsvětější svátosti) francouzský spisovatel Prosper Mérimée. Tato hra zase posloužila jako základ pro operetu Jacquese Offenbacha La Périchole (1868) a v poněkud volněji zpracované verzi také pro film Jeana Renoira Le Carrosse d'or (Zlatý kočár) z roku 1952.
V roce 1962 vznikl podle divadelní předlohy Prospera Mérimée český televizní film Kočár nejsvětější svátosti, který pak v roce 1963 získal hlavní cenu Gran Premio na MTF v Římě. V tomto filmu režiséra Františka Filipa hrál španělského místokrále d’Amata Jan Werich a jeho partnerku Jaroslava Adamová.

### Stanice metra v Barceloně
V Barceloně na lince metra č. 5 Cornella Centre – Vall d’Hebron je od roku 1959 stanice Virrei Amat, pojmenovaná na památku španělského místokrále v Peru.